# Каутская, Луиза
Луиза Каутская (Роншпергер) (нем. Luise Kautsky (Ronsperger); 11 августа 1864, Вена — 1 ноября 1944, Освенцим) — австро-немецкая левая политическая деятельница, член берлинского городского совета от НСДПГ. Вторая жена Карла Каутского, мать Бенедикта Каутского.

## Биография
Активная участница социалистического движения, Луиза Каутская была близкой подругой Розы Люксембург, после гибели которой издала свою с ней переписку.
В 1938 году она, как еврейка, бежала из Германии в Нидерланды, где овдовела. В оккупированных нацистами Нидерландах она находилась в транзитном лагере Вестерброк, откуда в 1944 году была депортирована в Освенцим и там погибла, согласно официальному заключению, «от сердечной недостаточности» (стандартная формулировка для погибавших в этом лагере).
В браке было трое детей: гинеколог Карл (погиб в 1938 г.), Феликс (ум. 1953), экономист и социал-демократический политик Бенедикт (1894—1960), который проведя 7 лет в нацистских концлагерях, был освобожден из Бухенвальда.

## Память

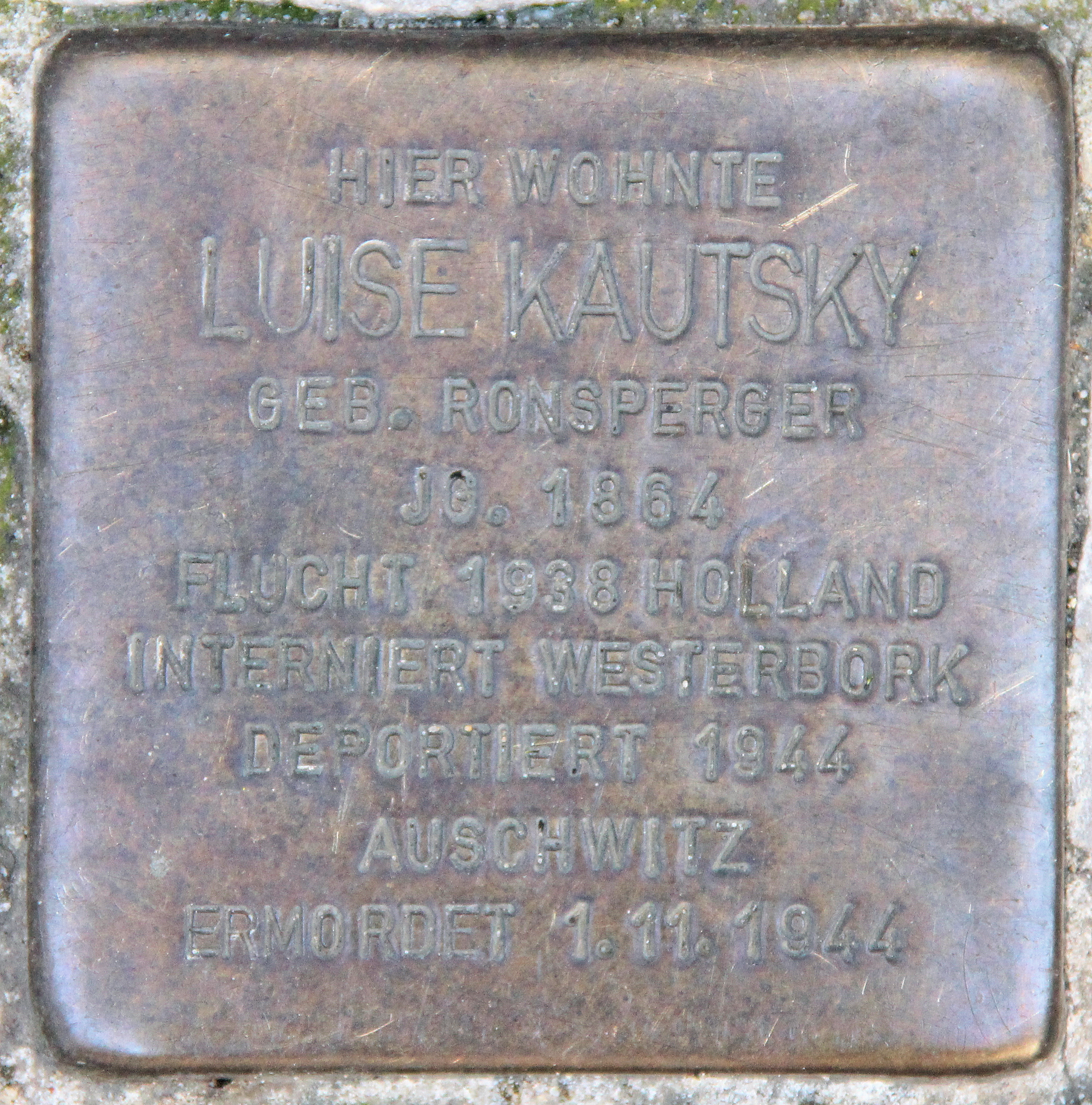
Камень в память Луизы Каутской (проект Камни преткновения) в Берлине

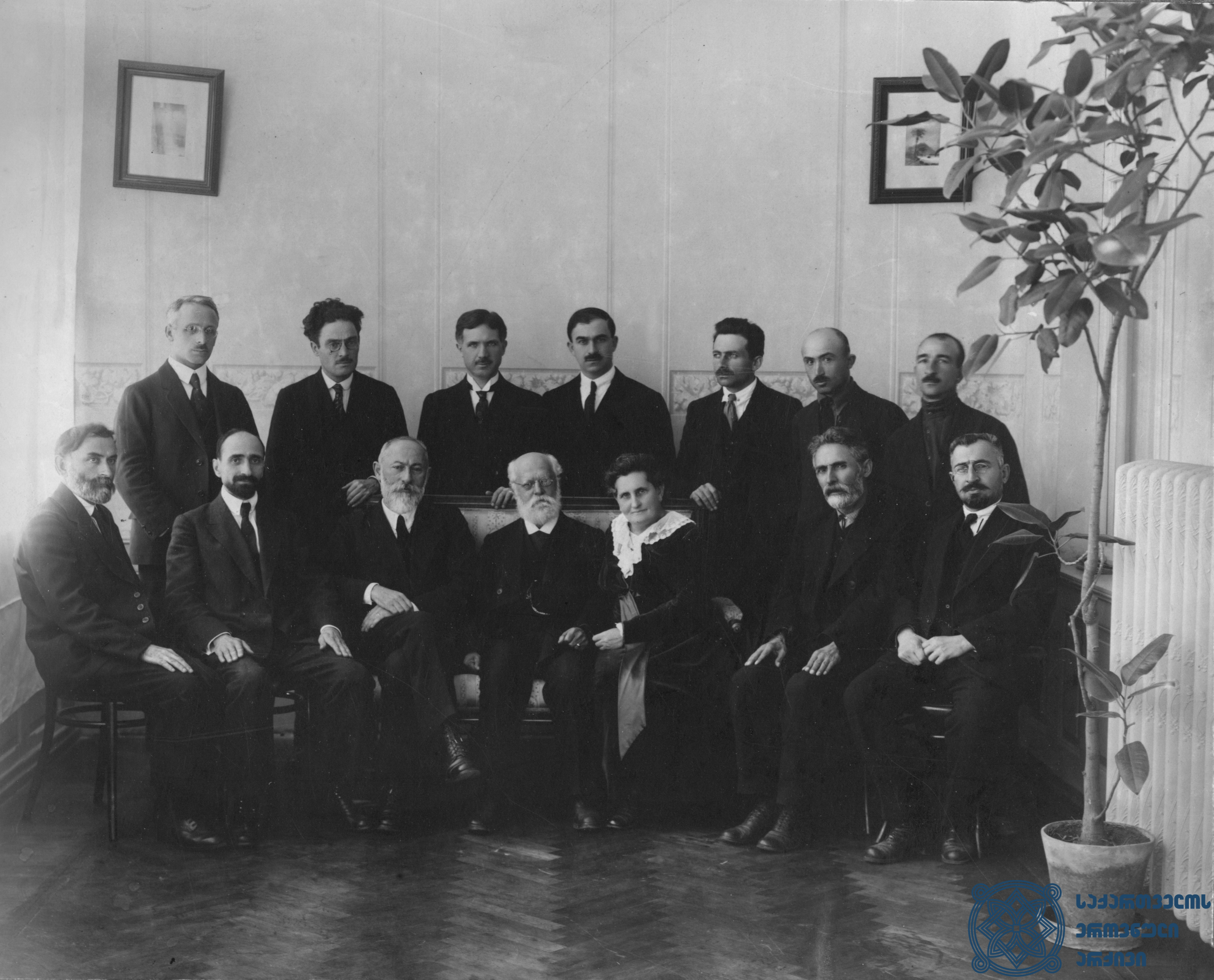
Карл Каутский с грузинскими социал-демократами, Тифлис, 1920.
1-й ряд, слева-направо: С. Девдариани, Н. Рамишвили, Н. Жордания, К. Каутский и его жена Луиза, С. Джибладзе, Р. Арсенидзе;
2-й ряд, слева-направо: секретарь Каутского Пауль Ольберг, В. Тевзая, К. Гварджаладзе, К. Сабахтарашвили, С. Тевзадзе, А. Урушадзе, Г. Цинцабадзе

Памятный камень в честь Луизы Каутской в рамках проекта Камни преткновения был заложен в Берлине в 2009 году. В январе 2011 года в Берлине в бывшем доме Луизы и Карла Каутских был открыт музей.
Архив Луизы Каутской находится в Институте социальной истории в Амстердаме.